# 土井葉月
土井 葉月（どい はづき、2002年12月17日 - ）は、日本の陸上競技選手、中距離走、長距離走。

## 経歴
兵庫県出身。姫路市立灘中学校時代から中・長距離走で活躍した。中3時の2017年、ジュニアオリンピック陸上A3000mでは優勝した不破聖衣来（群馬県高崎大類中3年）9:27:46、2位原田まりん（鹿児島県田崎中3年）9:31:85、3位橋本充央（京都府大住中3年・京都H.A.C所属）9:35:37らに次いで9:47:09で8位入賞を果たしている。
2018年、長距離の強豪・私立須磨学園高等学校に入学後は駅伝の中心メンバーとして活躍した。実業団女子駅伝で活躍している大西ひかり（現 日本郵政グループ）、大学女子駅伝で活躍している荒井優奈（現 名城大学）ら3年生の上級生を抑えて、高1時から全国高校女子駅伝の「花の1区」を3年連続で任された。2019年初頭には大西ひかり（3年）と共に1年生ながら世界クロスカントリー選手権大会に日本代表に選ばれジュニア女子団体銅メダルを獲得。
全国高校女子駅伝では、2018年の高1時は1区6km19:50で区間13位。チームは大西ひかり（3年）や荒井優奈（3年）らを擁するも総合5位。2019年の高2時は1区19:49で区間6位。チームは3区3kmに期待の石松愛朱加（1年 ）らを擁するも総合6位。2020年の高3時は1区19:56で区間9位。アンカー5区5kmの石松愛朱加（2年）も16:25と伸びず区間6位（仙台育英2年米澤奈々香の15:37らに次ぐ日本人3位）。チームは総合6位だった。
2021年、須磨の先輩大西ひかりが在籍する日本郵政グループ女子陸上部に小坂井智絵（成田高卒）、三原梓（立命館宇治高卒）など、同学年の強力なライバル2名とともに所属。JP日本郵政グループは世代交代が近づいており、将来の主力メンバー候補としての期待がかかっている。

## 主な記録
| 年     | 大会                       | 種目    | 順位     | 備考        |
| ------ | -------------------------- | ------- | -------- | ----------- |
| 2017年 | ジュニアオリンピック陸上   | 3000m   | 8位      |             |
| 2018年 | 全国高校駅伝女子           | 1区     | 区間13位 | 須磨学園5位 |
| 2019年 | 全国女子駅伝               | 5区     | 区間7位  | 兵庫県4位   |
|        | クロスカントリー日本選手権 | U20 6km | 6位      |             |
|        | 全国高校駅伝女子           | 1区     | 区間6位  | 須磨学園6位 |
| 2020年 | 全国女子駅伝               | 6区     | 区間2位  | 兵庫県6位   |
|        | 全国高校駅伝女子           | 1区     | 区間9位  | 須磨学園6位 |
| 2021年 | クロスカントリー日本選手権 | U20 6km | 8位      |             |
|        | U20日本選手権              | 5000m   | 8位      |             |